# Why Does Nobody Remember Me in This World?
Why Does Nobody Remember Me in This World? 1 ist eine mit neun Bänden abgeschlossene Light-Novel-Reihe des japanischen Romanciers Kei Sazane, die zwischen 2017 und 2020 über den Verlag Media Factory publiziert wurde.
Ein Ableger als Mangaserie startete im Februar 2018 und umfasst aktuell zwölf Bände. Die Mangareihe erscheint beim Verlag Media Factory.
Im Juli 2023 wurde die Produktion einer Anime-Fernsehserie bekannt gegeben, die ein Jahr später im japanischen Fernsehen startete und international bei Crunchyroll im Simulcast ausgestrahlt wurde.
Die Handlung folgt dem Soldaten der Urza-Föderation Kai, der sich nach einer Umschreibung der Weltgeschichte in einer dystopischen Alternativwelt wiederfindet, in der er eigentlich nicht existieren sollte.

## Handlung
Angeführt vom Helden Sid waren es die Menschen, die siegreich aus dem großen Rassenkrieg, in denen unter anderem Dämonen, Engel, Elfen und Biestmenschen um die Weltherrschaft kämpften.
Kai, ein Soldat der Urza-Föderation, sowie seine Kameraden Ashran und Saki, werden mit der regelmäßigen Observation der Grabstätte des Helden der Dämonen betraut. Um seiner Kindheitsfreundin Jeanne eine Freude vor ihrer Versetzung in eine höhere Stelle beim Militär zu machen, gehen beide auf Einkaufstour. Während ihres Treffens ereignet sich eine Zeitanomalie und Kai findet sich plötzlich in einer alternativen Zeitlinie wieder, in denen die Menschen den Rassenkrieg verloren und unterdrückt werden.
Einen Angriff der Dämonen, die Urza in dieser alternativen Zeitachse überfallen und nahezu zerstört haben, kann er abwehren und wird vom Widerstandstrupp der Menschen, der auch Ashran und Saki angehören, gerettet und in eine unterirdische Basis gebracht. Kai, der sich an die beiden erinnert, ist verwundert, dass die beiden sich weder an ihn noch an den Helden Sid erinnern können. Seine Verwunderung wechselt in einen Schock als auch Jeanne ihn nicht mehr erkennt. Kai beschließt, die Grabstätte der Dämonen aufzusuchen um Hinweise auf das Geschehene zu finden. Dort angekommen findet er ein magisches Schwert, den Code Holder und wird kurz darauf in einen unbekannten Raum teleportiert.
Dort trifft er auf das Mischwesen Rinne, die in Ketten gelegt ist und ihn um Befreiung bittet. Kurz nach Rinnes Rettung taucht ein ihm unbekanntes Wesen auf, dass die beiden attackiert. Kai und Rinne schaffen es, Dank dem Code Holder, aus dem Raum zu fliehen. Gemeinsam kehren sie zum Unterschlupf der Menschen zurück, welches derweil von Dämonen angegriffen wird. Kai kann mit Rinnes Hilfe den Angriff abwehren. Beide werden eingeladen, an einer militärischen Sitzung teilzunehmen. Dort erklärt Kai, dass er aus einer anderen Welt stamme. Um in seine ursprüngliche Zeitlinie zurückkehren zu können, bietet er den Menschen seine Hilfe an, die Helden der anderen Völker zu stürzen.

## Charaktere
Kai Sakura-Vento (カイ・サクラ＝ヴェント, Kai Sakura Vento)
Der Protagonist der Romane. Ein Soldat der Urza-Föderation, der sich nach einer Zeitanomalie in einer alternativen Zeitachse der Weltgeschichte wiederfindet.
In dieser Zeitachse kann sich niemand an ihn erinnern. Er ist Besitzer des Code Holder, ein magisches Schwert, dass selbst die mächtigsten Attacken seiner Gegner abwehren kann.
Rinne (リンネ, Rin'ne)
Ein Mischwesen unbekannter Herkunft, welches in einem unbekannten Raum gefangen war. Sie hat keinerlei Erinnerungen an ihre Vergangenheit. Nach ihrer Rettung durch Kai schließt sie sich den Menschen im Kampf gegen die anderen Rassen an.
Jeanne E. Anis (ジャンヌ・E・アニス, Jannu E. Anisu)
In der ursprünglichen Zeitlinie war sie Kais Kindheitsfreundin, die kurz davor stand, eine hohe Position im Militär zu erhalten. In der alternativen Zeitachse ist sie, als Mann getarnt, die Anführerin der Widerstandseinheit Urza. Niemand, außer ihre engsten Freunde – inklusive Kai – wissen, kennen ihr Geheimnis. Sie kämpft mit Pfeil und Bogen, den die Menschen vom Elfenvolk stehlen konnten.
Ashran Highroll (アシュラン・ハイロール, Ashuran Hairōru)
Kais Kamerad im Militär in der ursprünglichen Zeitlinie. In der alternativen Welt ist er Mitglied der Urza-Widerstandseinheit unter der Leitung von Jeanne.
Saki Miscotti (サキ・ミスコッティ, Saki Misukotti)
In der ursprünglichen Zeitlinie gehörte sie der Gruppe um Kai und Ashran an, die mit der Beobachtung der Grabstätte des Helden der Dämonen beauftragt wurde. In der neuen Zeitlinie ist sie Teil des Widerstandstrupps der Urza-Föderation unter der Führung von Jeanne.
Falin Rina Yubikitasu (花琳・リナ・ユビキタス, Farin Rina Yubikitasu)
Jeannes Gefolgsfrau und Bodyguard. Sie kämpft mit magischen Schwertern.
Reiren Reiru Reicherieru (レーレーン・レイル・レーチェリエル, Rērēn Reiru Rēcherieru)
Eine Schreinjungfer vom Elfenvolk, die zu Kais Gruppe hinzustößt und mit ihnen kämpft. Sie entwickelt romantische Gefühle für Kai.

## Medien

### Romane
Die Romanreihe, geschrieben von Kei Sazane und illustriert von Neco, umfasst neun Bände, die zwischen dem 25. Juli 2017 und dem 25. August 2020 beim Verlag Media Factory in Japan veröffentlicht wurden. Bis Juli 2023 wurden rund 700.000 Exemplare der Reihe, digitale Versionen inbegriffen, in Japan verkauft.
| Band | Veröffentlichung (Japan) | ISBN (Japan)            |
| ---- | ------------------------ | ----------------------- |
| 1    | 25. Juli 2017            | ISBN 978-4-04-069351-4. |
| 2    | 25. Oktober 2017         | ISBN 978-4-04-069509-9. |
| 3    | 24. Februar 2018         | ISBN 978-4-04-069739-0. |
| 4    | 25. Juni 2018            | ISBN 978-4-04-069955-4. |
| 5    | 25. Oktober 2018         | ISBN 978-4-04-065239-9. |
| 6    | 25. Februar 2019         | ISBN 978-4-04-065530-7. |
| 7    | 25. August 2019          | ISBN 978-4-04-065799-8. |
| 8    | 25. Februar 2020         | ISBN 978-4-04-064446-2. |
| 9    | 25. August 2020          | ISBN 978-4-04-064876-7. |

### Manga
Ein Ableger als Mangareihe mit Zeichnungen von Arikan wurde erstmals ab dem 27. Februar 2018 im Magazin Monthly Comic Alive des Verlages Media Factory publiziert. Diese wurden später in physischer Form im Tankōbon-Format veröffentlicht. Bis September 2024 wurden zwölf Mangabände in Japan veröffentlicht.
Kadokawa veröffentlicht eine englischsprachige Lokalisierung des Mangas online bei BookWalker.
| Band | Veröffentlichung (Japan) | ISBN (Japan)            |
| ---- | ------------------------ | ----------------------- |
| 1    | 23. Juni 2018            | ISBN 978-4-04-069991-2. |
| 2    | 21. November 2018        | ISBN 978-4-04-065324-2. |
| 3    | 23. Mai 2019             | ISBN 978-4-04-065657-1. |
| 4    | 22. November 2019        | ISBN 978-4-04-064090-7. |
| 5    | 23. März 2020            | ISBN 978-4-04-064527-8. |
| 6    | 23. Oktober 2020         | ISBN 978-4-04-064889-7. |
| 7    | 23. April 2021           | ISBN 978-4-04-680406-8. |
| 8    | 21. Oktober 2021         | ISBN 978-4-04-680797-7. |
| 9    | 21. Februar 2023         | ISBN 978-4-04-681314-5. |
| 10   | 22. September 2023       | ISBN 978-4-04-682746-3. |
| 11   | 23. April 2024           | ISBN 978-4-04-683457-7. |
| 12   | 21. September 2024       | ISBN 978-4-04-684101-8. |

## Anime-Produktion
Am 23. Juli 2023 wurde im Zuge eines Online-Events die Produktion einer Anime-Fernsehserie bestätigt. Die Animeserie entstand unter der Regie von Tatsuma Minamikawa im Studio Project No. 9. Das Drehbuch stammt aus der Feder von Satoru Sugizawa, der bereits an der Entstehung des Anime zum Manga Love After World Domination beteiligt war, während Hiromi Kata das Charakterdesign basierend auf Necos Originalzeichnungen anfertigte. Die Serienmusik wurde von Akiyoshi Yasuda komponiert. Für die Musikproduktion zeigte sich das Unternehmen Fabtone Inc. verantwortlich.
Während die erste Episode der Serie am 16. Juni 2024 eine Vorabaufführung im Grand Cinema Sunshine in Ikebukuro erhielt, startete die Serie offiziell einen Monat später, am 13. Juli, im japanischen Fernsehen. Die letzte Folge der ersten Staffel wurde am 28. September 2024 gezeigt. Die Vorspannsequenz ist mit dem Lied Sekai-rinne von der japanischen Power-Metal-Band Unlucky Morpheus musikalisch unterlegt. In der Abspannsequenz sind die Lieder Togirenaide von Susu, Ai, Amnesia von Urbangarde sowie Umbra von ELFENSJóN zu hören.
International wurde die Serie bei Crunchyroll im Simulcast ausgestrahlt, darunter auch im deutschsprachigen Raum. Medialink sicherte sich eine Streaminglizenz für Ost- und Südostasien sowie für Ozeanien, ausgenommen von Australien und Neuseeland. Die Serie wurde auf dem Ani-One-YouTube-Kanal im Simulcast gezeigt.
Zwischenzeitlich erhielt die Serie eine Synchronfassung in englischer Sprache, bei der Jerry Jewell die Dialogregie führte und die Produktion von Susie Nixon übernommen wurde. Eine weitere Synchronfassung entstand in Hindi.

### Synchronisation
| Rolle                    | Japanische Stimme (Seiyū) |
| ------------------------ | ------------------------- |
| Kai Sakura-Vento         | Shōya Chiba               |
| Rinne                    | Kana Ichinose             |
| Jeanne E. Anis           | Haruka Shiraishi          |
| Ashran Highroll          | Seiichirō Yamashita       |
| Saki Miscotte            | Sayumi Suzushiro          |
| Falin Rina Yubikitasu    | Lynn                      |
| Reiren Reiru Reicherieru | Hana Hishikawa            |

### Belege
1. 1 2  Joanna Cayanan: Kei Sazane's 'Why Nobody Remembers My World?' Novels Get TV Anime in 2024. In: Anime News Network. 23. Juli 2023, abgerufen am 22. September 2024 (amerikanisches Englisch).
2. ↑  MF文庫J『なぜ僕の世界を誰も覚えていないのか？』2024年TVアニメ化！　原作者・細音啓先生お祝いコメント＆原作イラスト・neco先生の描き下ろしイラスト公開. In: Animate Times. 23. Juli 2023, abgerufen am 22. September 2024 (japanisch).
3. ↑  蒼木スピカ新連載、「このすば」スピンオフなどアライブで一挙6タイトル始動. In: Natalie.mu. 27. Februar 2018, abgerufen am 22. September 2024 (japanisch).
4. ↑  【9月21日付】本日発売の単行本リスト. In: Natalie.mu. 21. September 2024, abgerufen am 22. September 2024 (japanisch).
5. ↑  Joanna Cayanan: BookWalker Global Exclusively Releases 'Why Does Nobody Remember Me in this World?,' Sentenced to Be a Hero Manga (Updated). In: Anime News Network. 23. Oktober 2023, abgerufen am 22. September 2024 (amerikanisches Englisch).
6. 1 2  Crystalyn Hodgkins: Why Nobody Remembers My World? TV Anime Reveals Cast, Staff, Visual. In: Anime News Network. 19. Januar 2024, abgerufen am 22. September 2024 (amerikanisches Englisch).
7. 1 2 3  アニメ「なぜ僕」第1話のあらすじ＆先行カット公開　音楽情報、リンネのキャラPVも. In: Natalie.mu. 5. Juni 2024, abgerufen am 22. September 2024 (japanisch).
8. 1 2  Alex Mateo: Why Nobody Remembers My World? Anime Reveals Theme Song Artists, Composer, July 13 Premiere. In: Anime News Network. 5. Juni 2024, abgerufen am 22. September 2024 (amerikanisches Englisch).
9. ↑  Alex Mateo: Why Nobody Remembers My World? Anime's Main Promo Video Previews Opening Theme by Unlucky Morpheus. In: Anime News Network. 16. Juni 2024, abgerufen am 22. September 2024 (amerikanisches Englisch).
10. ↑  Sarah Dumann: Neuer Trailer zu »Why Nobody Remembers My World?« In: Anime2you.de. 16. Juni 2024, abgerufen am 22. September 2024.
11. ↑  Sarah Dumann: Termin von »Why Nobody Remembers My World?« + Teaser. In: Anime2you.de. 5. Juni 2024, abgerufen am 22. September 2024.
12. ↑  Sarah Dumann: Crunchyroll kündigt 16 neue Sommer-Simulcasts 2024 an. In: Anime2you.de. 18. Juni 2024, abgerufen am 22. September 2024.
13. ↑  Anita Tai: Crunchyroll Confirms Schedule for Summer 2024 Season. In: Anime News Network. 18. Juni 2024, abgerufen am 22. September 2024 (amerikanisches Englisch).
14. ↑  Rafael Antonio Pineda: Ani-One Asia Streams VTuber Legend, Shoshimin, Mayonaka Punch, 3 More Summer Anime. In: Anime News Network. 1. Juli 2024, abgerufen am 22. September 2024 (amerikanisches Englisch).
15. ↑  Alex Mateo: VTuber Legend, Why Does Nobody Remember Me in This World? Anime Reveal English Dub Casts, Premieres. In: Anime News Network. 26. Juli 2024, abgerufen am 22. September 2024 (amerikanisches Englisch).
16. ↑  Adriana Hazra: Crunchyroll Streams New Indian Language Dubs of Wistoria, VTuber Legend, The Elusive Samurai, 6 More Anime. In: Anime News Network. 27. Juli 2024, abgerufen am 22. September 2024 (amerikanisches Englisch).
17. ↑  Sprecherliste. AniSearch.de, abgerufen am 22. September 2024.